# Baillestavy
Baillestavy település Franciaországban, Pyrénées-Orientales megyében. Lakosainak száma 117 fő (2022. január 1.). Baillestavy Glorianes, La Bastide, Valmanya, Estoher és Finestret községekkel határos.

## Földrajz

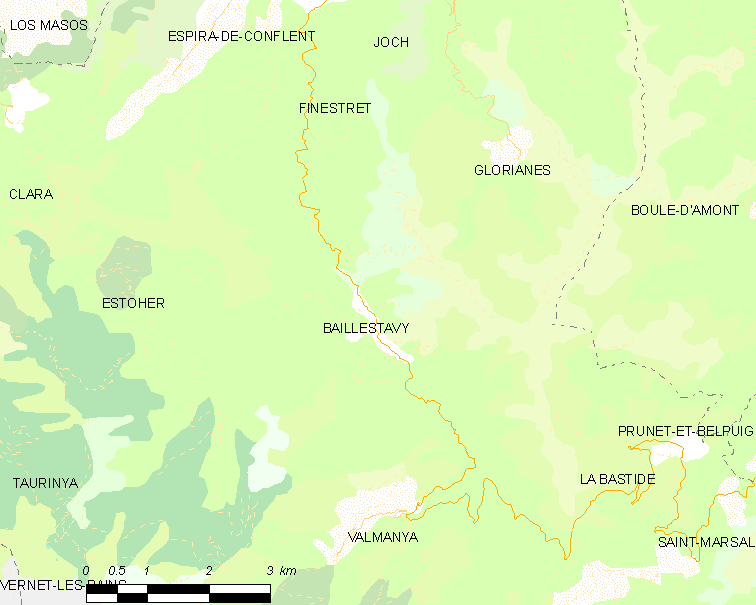
Baillestavy térkép

## Népesség
A település népességének változása:
| Lakosok száma | 109  | 110  | 115  | 115  | 117  | 117  | 118  | 121  | 117  |
|               | 2013 | 2015 | 2016 | 2017 | 2018 | 2019 | 2020 | 2021 | 2022 |